# Budzigniew (wieś)
Budzigniew (niem. Hampschire) – wieś w Polsce położona w województwie lubuskim, w powiecie sulęcińskim, w gminie Słońsk.
Wieś założona dla osadników fryderycjańskich, którzy kolonizowali błota nadwarciańskie (XVIII wiek). W 1958 liczyła 130 mieszkańców, a na początku lat 90. XX wieku stało tu 20 zabudowań gospodarskich. W 2002 wieś liczyła 80 mieszkańców i 17 domów. 
W 1946 miejscowość została włączona do województwa poznańskiego na terenie powojennej Polski. W latach 1975–1998 miejscowość administracyjnie należała do województwa gorzowskiego.